# Charles Gesmar
 (janvier 2010).
Si vous disposez d'ouvrages ou d'articles de référence ou si vous connaissez des sites web de qualité traitant du thème abordé ici, merci de compléter l'article en donnant les références utiles à sa vérifiabilité et en les liant à la section « Notes et références ».
Charles Geismar, dit « Charles Gesmar », né le 21 mai 1900 à Nancy et mort le 27 février 1928 à Paris VIIIe, est un affichiste et costumier français.

## Biographie
Il est le fils d’Alfred Geismar (34 ans, négociant en tissus) et de Berthe Lévy (29 ans, sans profession), quatrième d’une fratrie de 5 enfants. Très vite passionné par le dessin (son premier connu date de 1912-sa mère passant par une porte –, est encore signé Geismar avec un « i »), ses parents l’inscrivent de 1911 à 1914 à l’école d’arts appliqués, sculpture et dessin d’Auguste Vallin.
Très jeune, dès 1915, il exploite son talent de dessinateur. Il deviendra un des dessinateurs les plus créatifs et innovants pour le music-hall des années 1920.
Il débute grâce à une actrice vedette de l’époque nommée Mlle Spinelly (1887-1966) dont il dessine les costumes et remplace pour un temps Paul Poiret son costumier préféré. L’année suivante, à 16 ans, il commence à dessiner pour Mistinguett, celle qui reste aujourd’hui sans doute comme étant une des plus célèbres actrices de l’époque, une reine du music-hall. Elle a alors 41 ans et est déjà célèbre. Une part considérable de son succès dans les années 1920 et de la renommée qu’elle a encore aujourd’hui dans le monde est due à Charles Gesmar. Leurs rapports seront fusionnels, il deviendra une sorte de confident au point qu’il la surnommera Maman ! Elle dira : « Après le départ de Maurice Chevalier il me restera Gesmar. C’était un jeune homme aux doigts de fée. On ne le prenait pas beaucoup au sérieux… Il fallait voir comme on le copiait, comme on lui volait ses idées. Beaucoup d’artistes, qui sont devenus célèbres par la suite, ne se gênaient pas. Je m’en fous, disait-il, j’ai d’autres idées. C’était vrai. Les idées lui venaient sans arrêt ».
Les œuvres de Charles Gesmar montrent sa fascination pour les paillettes et les strass, les projecteurs et la lumière, le luxe, les plumes, les soieries, les couleurs vives… Ses costumes savaient mettre en valeur la féminité et la grâce des corps des actrices.
En novembre 1923, il s’embarque pour quelques semaines pour les États-Unis pour une tournée de Mistinguett nommée Innocent Eyes dont il a dessiné les costumes de toute la revue. Le Time du 2 juin 1924 dira : « une revue avec plus d’or sur les costumes, et moins de tissu sur les girls ».
L’année suivante, il participe grandement, grâce à ses dessins de costumes et de décors, à la nouvelle renommée du Moulin Rouge qui rouvre après 10 ans de fermeture. Ce sera une succession de grands succès qui redonneront à ce prestigieux cabaret l’éclat de son rang de plus célèbre cabaret du monde. La renommée internationale s’accroit avec, en 1925, des commandes de costumes et d’affiches pour des théâtres de Berlin et de Vienne. C'est alors qu'il commence à gagner beaucoup d’argent comme le dira Mistinguett : « mais il le dépensait à une vitesse effrayante. La vue de la monnaie le rendait fou (…). Les taxis, il les payait avec des billets de cent francs, jamais moins. Il ne connaissait pas la valeur de l’argent… On avait l’impression que l’argent le brûlait, qu’il voulait s’en défaire, avant d’être marqué pour la vie ». Il commencera également à prendre goût à l’opium qui connait une grande popularité à l’époque.
Il meurt d’une pneumonie foudroyante à 27 ans le 27 février 1928 à Paris (8e arrondissement). Le lendemain, au cours de son spectacle, en hommage, Mistinguett et Jacques-Charles le directeur de la revue, demandent une minute de silence.
Pendant ses quelques années de carrière, s’étalant sur une dizaine d’années seulement, il produisit plus de 12000 dessins de costumes, une trentaine de couvertures de programmes et 55 affiches. Celles-ci se placent dans la lignée des œuvres de deux autres grands artistes ayant également beaucoup travaillé pour le Moulin Rouge : Toulouse-Lautrec et René Gruau. Au début de sa carrière surtout, il dessine également des illustrations pour des revues satiriques comme La Rampe, La Baïonnette, La Vie Parisienne ou Fantasio.
Malgré cette relation particulière qu’il eut avec Mistinguett, il réalisa de nombreuses autres affiches pour des vedettes de l’époque, dont certaines sont encore aujourd’hui célèbres comme Maurice Chevalier ou Raimu, mais également Barbette, Earl Leslie, Renée Falconetti, Jane Marnac, Jane Pierly, Elvire Popesco, Saint-Granier, Spinelly, Gina Palerme et Yvonne Legeay…
Jean Cocteau fut également un de ses grands admirateurs.
Charles Gesmar est souvent mis de côté par les historiens à cause de sa courte carrière, ceux-ci préférant concentrer leur attention sur Erté, artiste resté longtemps le seul survivant parmi les dessinateurs de cet âge d’or du music-hall.

## Galerie

Sélection d’œuvres de Charles Gesmar.
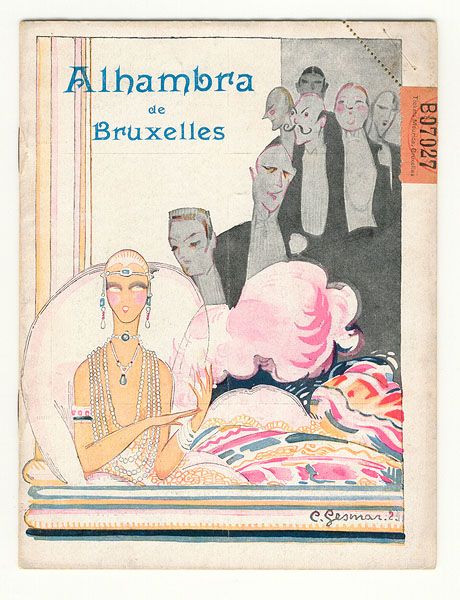
Illustration sur le ticket d’un spectacle à l’Alhambra de Bruxelles (1924).
Elvire Popesco (1925), affiche.
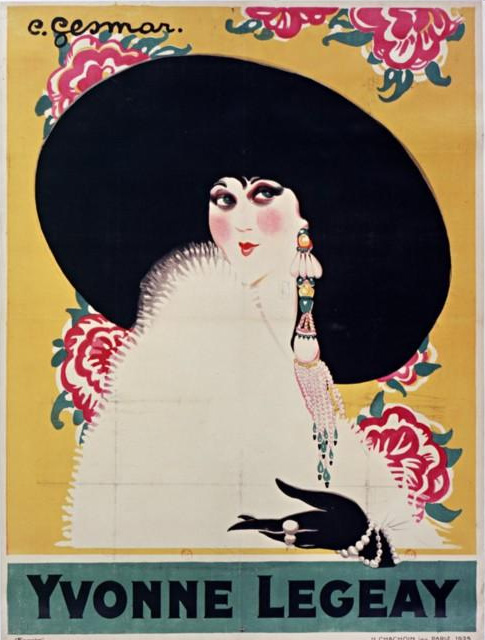
Yvonne Legeay (1925), affiche.
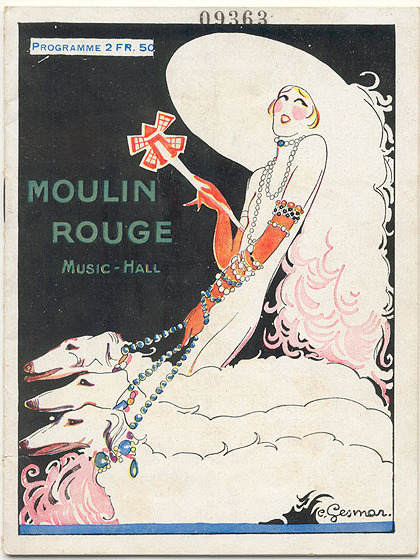
Illustration de la couverture du programme d’un spectacle au Moulin Rouge (vers 1925).
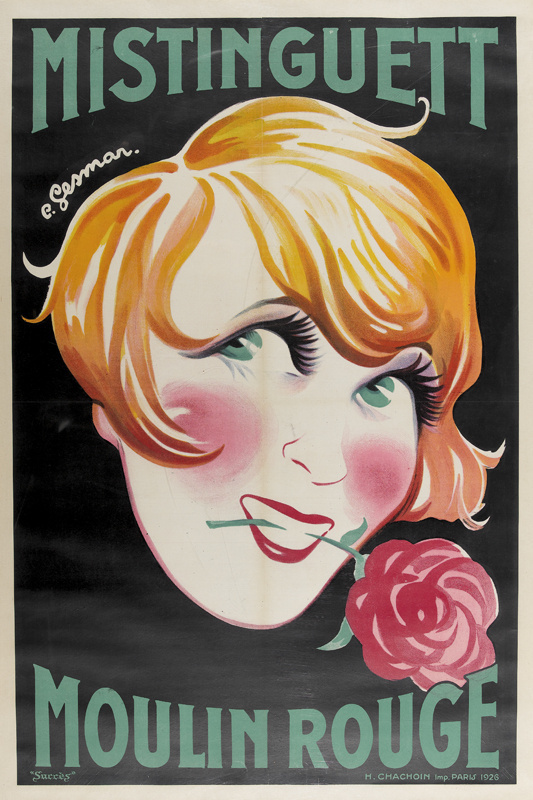
Mistinguett Moulin Rouge (1926), lithographie en couleur.
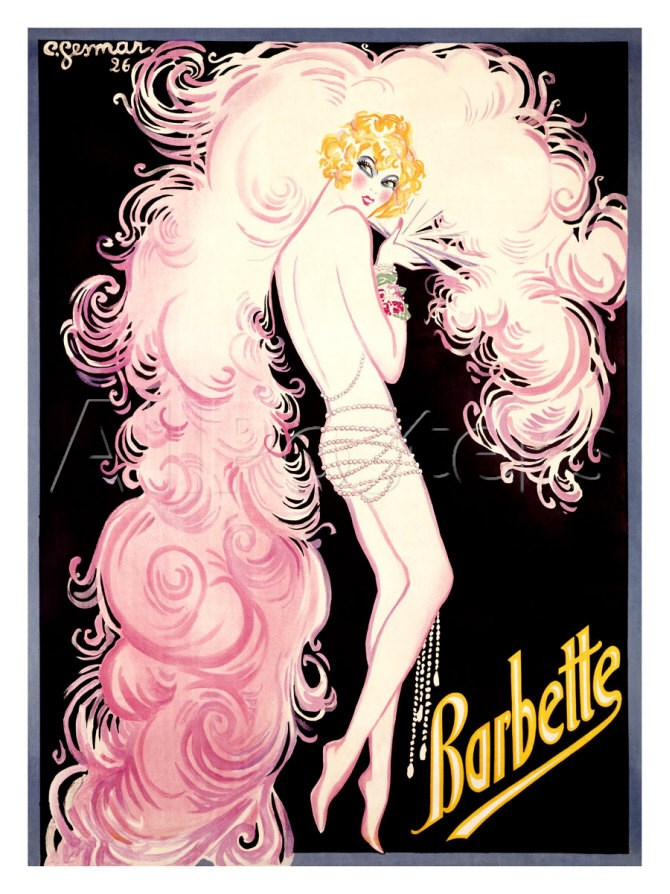
Barbette (1926), affiche.

## Sources
- Angelo Luerti, Charles Gesmar 1900-1928 : L’affichiste attitré de Mistinguett, Milan, décembre 2009, 191 p.